# SeaDream Yacht Club
SeaDream Yacht Club ist der Name einer Kreuzfahrtreederei im Luxussegment. Die Gesellschaft hat ihren Sitz in Oslo, Norwegen. Sie betreibt zwei Schiffe mit jeweils 56 Kabinen.

## Geschichte
SeaDream Yacht Club wurde 2001 von Atle Brynestad (* 1953) gegründet. Zuvor hatte er im Alter von 34 Jahren bereits zusammen mit Partnern die Kreuzfahrtgesellschaft Seabourn Cruise Line gegründet und wurde deren Chairman. Diese Gesellschaft fusionierte 1998 mit Cunard Line, er wurde danach Chairman von Cunard Line Ltd. Im Jahr 2000 verließ er Cunard und gründete im Folgejahr die Kreuzfahrtgesellschaft SeaDream Yacht Club, die noch heute im Besitz seiner Familie ist. Der Gründer hat sich inzwischen aus dem operativen Geschäft zurückgezogen und hat Andreas Brynestad zum CEO des Unternehmens ernannt.

## Unternehmen
Das Angebot der Gesellschaft richtet sich an eine zahlungskräftige Kundschaft. Das Firmenmotto lautet: „It’s Yachting, Not Cruising“. Die Gesellschaft besitzt zwei baugleiche Schiffe, die sie auch als Megayachten bezeichnet, die SeaDream I und SeaDream II. Bei maximal 112 Gästen hat das Schiff 95 Crewmitglieder. Die Reiseziele sind vor allem das Mittelmeer und die Karibik.

## Flotte
| Schiff      | Baujahr | Werft              | Mannschaft | Passagiere | Anmerkungen                                | Bild |
| ----------- | ------- | ------------------ | ---------- | ---------- | ------------------------------------------ | ---- |
| SeaDream I  | 1984    | Wärtsilä, Helsinki | 95         | 112        | zuvor Sea Goddess I, Seabourn Goddess I    |      |
| SeaDream II | 1985    | Wärtsilä, Helsinki | 95         | 112        | zuvor: Sea Goddess II, Seabourn Goddess II |      |

Beide Schiffe wurden für die norwegische Gesellschaft „Sea Goddess Cruises“ gebaut und wurden dort auf ihren ersten Namen, Sea Goddess I und II, getauft. Die Gesellschaft sah sich aus finanziellen Gründen veranlasst, die beiden Schiffe 1986 an Cunard zu verchartern. Sie behielten dort zunächst ihren Namen. Als Cunard 1998 von Carnival übernommen wurde, wurden die Schiffe von der Tochtergesellschaft Seabourn Cruise Line übernommen und in Seabourn Goddess I und II umgetauft. 2001 erwarb SeaDream Yacht Club die beiden Schiffe und gab ihnen den heutigen Namen.
2019 plante die Gesellschaft, die Flotte um ein neues Schiff mit dem Namen „SeaDream Innovation“ zu erweitern. Der Bau wurde bei der Werft Damen Shipyards in Auftrag zu geben. Die Auslieferung war für 2021 geplant. Der Auftrag wurde jedoch noch gegen Ende desselben Jahres storniert.